# Mine de Christmas Creek
La mine de Christmas Creek est une mine à ciel ouvert de fer située dans les monts Hamersley dans la région de Pilbara en Australie-Occidentale. La mine a produit 23 millions de tonnes de minerai de fer.

## Histoire
L'exploitation de la mine de Christmas Creek a démarré en mai 2009.
Dès octobre 2009, un plan d'investissement de $330 millions pour développer le site. En décembre 2009, 650K tonnes de minerai sont extraites, dépassant la capacité prévue de 500K de l'usine.

## Description
La mine est co-détenue par la Marra Worra Worra Aboriginal Corporation et exploitée par la société australienne Fortescue Metals Group (FMG), le 3e producteur de minerai de fer dans le pays.
Le minerai de fer extrait à Christmas Creek est transporté par voie routière ou ferrée à Cloudbreak 40km plus loin, où le minerai est traité.
Le minerai extrait sur le site contient du fer, de la silice, de l'aluminium et du phosphate. Ses réserves sont estimées à 997 millions de tonnes.

## Accidents
En août 2013, un employé meurt d'un accident dans l'usine de traitement. Il s'agissait d'un électricien qui huilait un moteur et a été percuté par une échelle surélevée.
En décembre 2013, un employé se blesse fatalement durant l'entretien de machineries lourdes.